# Josef Hamouz
Josef Hamour (Ostrov, 8 aprile 1980) è un calciatore ceco, difensore del Munzkirchen.